# Guerras búlgaro-croatas
Las guerras búlgaro-croatas fueron una serie de conflictos que estallaron en tres ocasiones durante los siglos IX y X entre los reinos medievales de Croacia y Bulgaria. Durante estas guerras, Croacia formó alianzas con el este de Francia y Bizancio contra el Imperio búlgaro.

## Primera Guerra
A mediados del siglo IX, Bulgaria era el poder dominante en los Balcanes centrales, orientales y septentrionales. En 854, el gobernante búlgaro Boris I forjó una alianza oficial con el príncipe moravo Ratislav contra Luis el Germánico de la Francia Oriental. El duque Trpimir de Croacia estaba cansado de los vasallos francos y de la continua expansión búlgaria, cuando se expandió a las fronteras de Croacia después de las guerras contra Rascia. Se dice que Bulgaria invadió Croacia aproximadamente en 854, pero también existió la posibilidad de que el rey Luis le dio una compensación a Trpimir para atacar a Bulgaria. Durante la guerra de 854, sólo había una gran batalla en el territorio del noreste de la actual Bosnia, y ninguna de las partes salió victoriosa de la batalla. Poco después, comenzaron las negociaciones de paz entre Boris de Bulgaria y Trpimir de Croacia, resultando en intercambios y el establecimiento de la paz, con la frontera entre el ducado croata-dálmata y Bulgaria se estabilizó en el río de Drina (hoy en día entre Bosnia y Herzegovina y la República de Serbia).

## Segunda Guerra

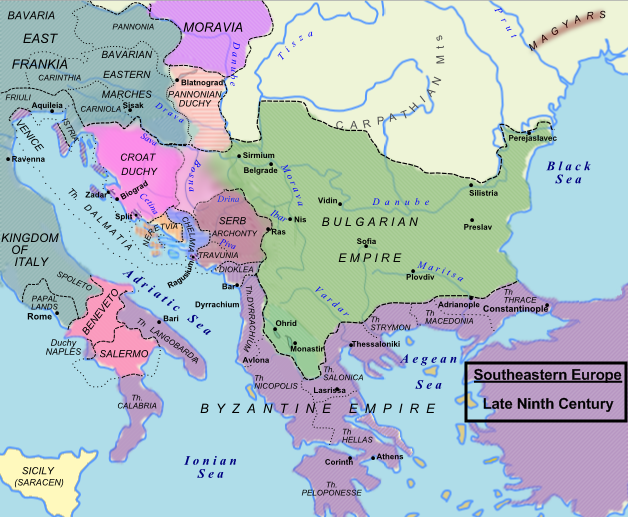
Mapa de los balcanes que muestra la situación antes de estallar.

Una guerra muy larga y ardua fue proseguida entre el zar búlgaro Simeón I, que quería hacerse cargo del Imperio bizantino, y el monarca del imperio Romano I. Bajo la fuerte presión de los búlgaros y la acumulación de derrota tras derrota, el Imperio Bizantino negocio con Serbia y Croacia, en un esfuerzo por forjar una alianza contra los búlgaros. Habiendo sido informado de estos planes por el Príncipe Miguel Višević de Zachlumia, que fue forzado a estar en las islas de los gobernantes serbios cuando tomaron el control directo de sus tierras locales para sí mismos, Simeón invadió Serbia en 924, destruyéndola por engañar a su nobleza, y la hizo parte del Imperio búlgaro. El gobernante de Serbia Zaharija Pribislavljević huyó y encontrándose exiliado en la corte croata, después de la destrucción del reino las olas masivas de refugiados serbios huyeron y se refugiaron en la Croacia de Tomislav. Tratando de ganar la entrada de Croacia en esta coalición, Romano I ordenó a la provincia de Dalmacia entre 925 pagar impuestos, no a Bizancio, sino más bien al estado croata; los territorios de Dalmacia, incluyendo la mayoría de las ciudades y las islas del norte, fueron administradas a partir de ese momento por el rey Tomislav y se mantuvieron bajo Croacia. Los serbios de Zahumlje, aliada con Croacia y el príncipe Mihailo, se convirtieron en vasallos de Tomislav un tiempo antes de 926. El zar Simeón envió al duque Alogobotur para conducir más refugiados serbios a Croacia, provocando una guerra abierta entre 926.
El clímax de la guerra fue la batalla de las Tierras Altas de Bosnia el 27 de mayo de 927, cuando las fuerzas croatas al mando del rey Tomislav derrotaron completamente a las fuerzas búlgaras bajo el mando de Alogobotur, matando a la mayoría de los búlgaros en la batalla. La victoria croata fue tan decisiva y fue la batalla más grande en la que las fuentes contemporáneas sobreestimaron en gran medida el tamaño del ejército croata de 160.000 hombres, contra una fuerza algo menor en el lado búlgaro. Esta fue la única batalla en la que el zar Simeón perdió. Dado que ambos gobernantes mantenían buenas relaciones con el Papa Juan X, el Papa fue capaz de negociar un fin a la guerra poco después sin ningún cambio territorial. Aunque la frontera oriental se extendió hasta el río de Bosnia, el reino croata se había reforzado en gran medida tanto en lo militar como en los recursos naturales: salió emergiendo de la guerra como uno de los reinos más modernos de la época y fue capaz de consolidar una flota de tamaño moderado. En el mismo día de la batalla Simeón murió en Preslav, y su sucesor Pedro I se enfrentó a dificultades internas y a las revueltas de sus hermanos Miguel e Iván. Los serbios fueron capaces de sacar provecho de esta situación y muchos de ellos volvieron a sus hogares entre 931 en el renovado reino de Serbia, terminando así el efímero conflicto de sus vecinos Bulgaria y Croacia en el este.

## Tercera Guerra
En la segunda mitad del siglo X, el reino de Croacia estaba gobernado por Stjepan Držislav. Stjefan formó una alianza con el Imperio Romano de Oriente, por la que a su vez era reconocido como rey en Croacia. Después de su muerte en 997, su hijo Svetoslav Suronja continuó su política pro-bizantina. Sus hermanos Krešimir III y Gojslav no querían a Svetoslav como gobernante e intentaron un golpe de Estado, pidiendo ayuda al zar búlgaro Samuel. Respondiendo a su llamada, Samuel lanzó un ataque en 998 y arrasando las ciudades dálmatas de Trogir y Split, pero fue detenido en el sitio de Zadar. Las fuerzas búlgaras regresaron después a su país a través de Bosnia. El territorio ocupado por Samuel durante la guerra fue entregado a Krešimir III y Gojslav, que con el apoyo de Bulgaria derrotaron a su hermano y se hicieron con el poder en Croacia en el año 1000. Svetoslav Suronja, aliado de Bizancio y Venecia, partió al exilio en Venecia, y posteriormente a Hungría. Tras la muerte de Iván Vladislav de Bulgaria en 1018, Croacia cayó bajo dominio bizantino, y Krešimir III y Gojslav, se convirtieron en vasallos de Bizancio.